# Flame of Youth
Flame of Youth is een stomme film uit 1920 onder regie van Howard M. Mitchell. Het script werd geschreven door Barbara La Marr, die ook een kleine rol heeft in de film. De hoofdrollen gaan naar Shirley Mason, Raymond McKee en Philo McCullough. Mason speelt een bloemenverkoopster die verliefd wordt op een artiest uit Parijs.

## Rolverdeling
| Acteur           | Personage      |
| ---------------- | -------------- |
| Shirley Mason    | Beebe          |
| Raymond McKee    | Jeanot         |
| Philo McCullough | Victor Fleming |
| Cecil Van Auker  | John Forsythe  |
| Ethelbert Knott  | Antoine        |
| Betty Schade     | Lady Magda     |
| Karl Formes      | Old Bac        |
| Barbara La Marr  |                |